# Калакмул
Ця стаття про місто мая, про муніципалітет див. Калакмул (муніципалітет).
Калакмул (ісп. Calakmul або Kalakmul) — одне з найбільших розкопаних міст мая, зараз розташоване на території біосферного резерву Калакмул у мексиканському штаті Кампече серед джунглів, за 30 км від кордону з Гватемалою.

## Історія

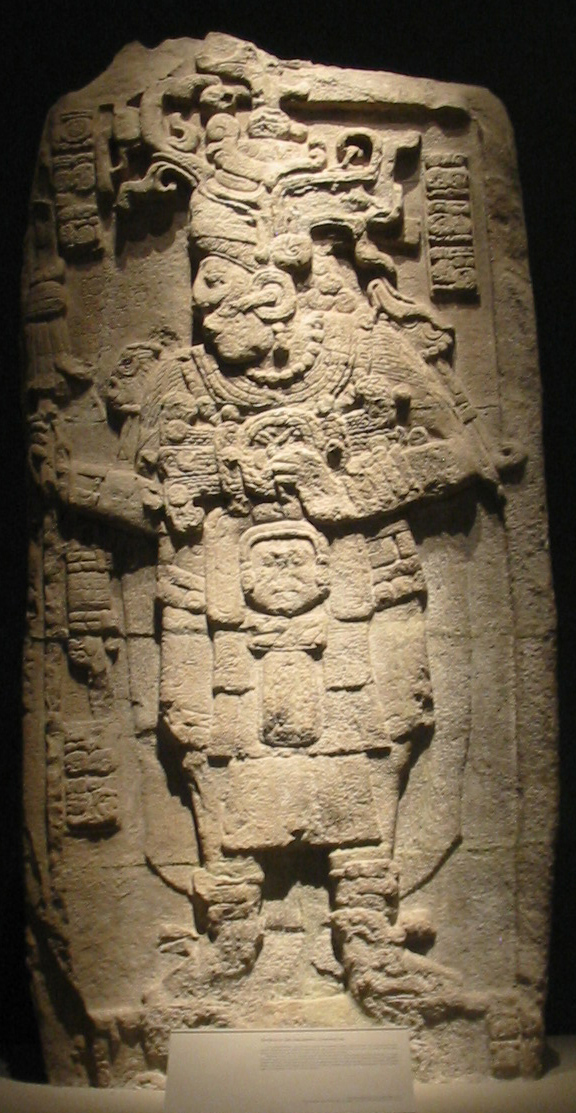
Стела 51 з Калакмула в Національному музеї антропології в Мехіко

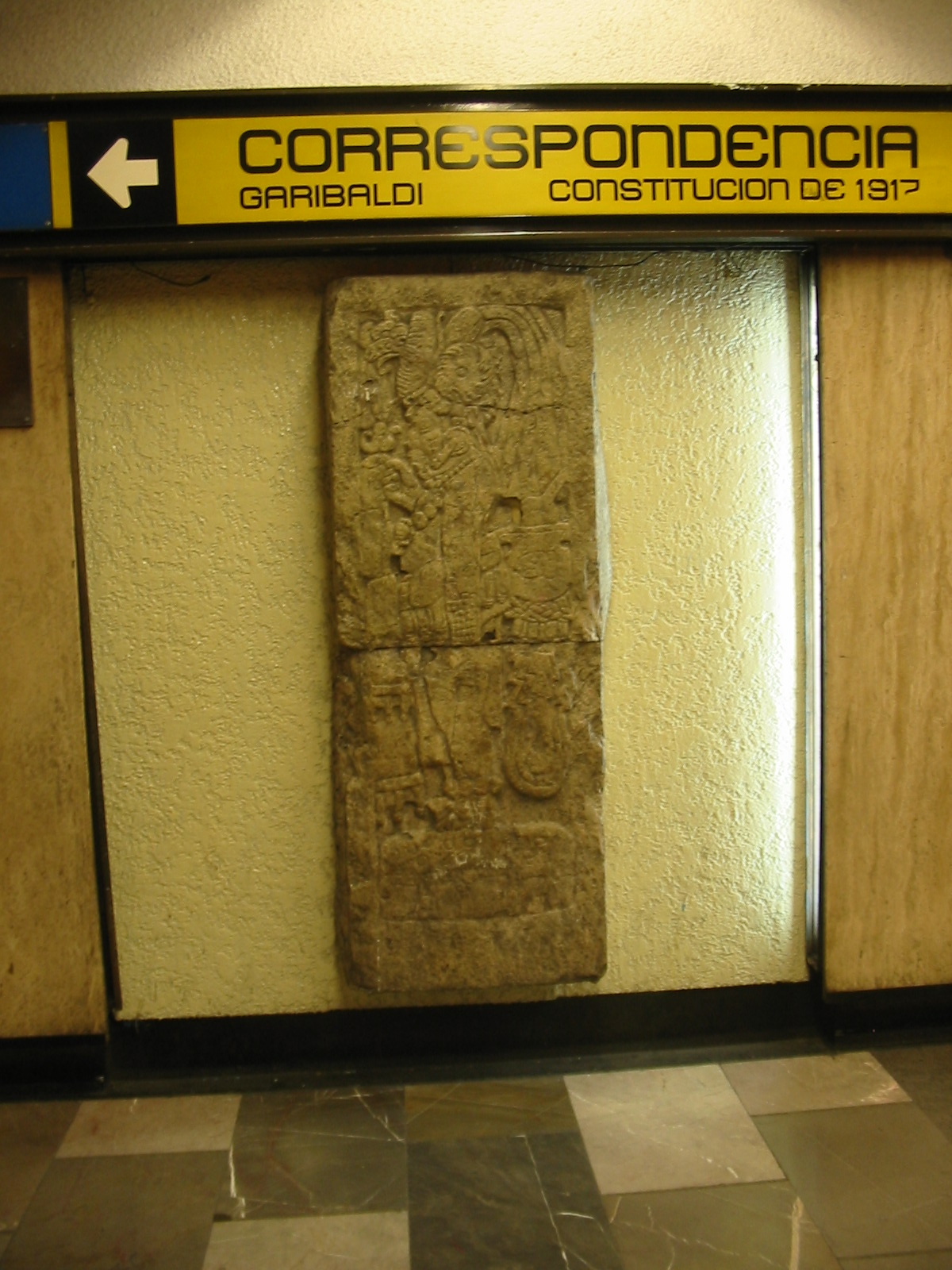
Репліка стели з Калакмула на станції метро Бельяс-Артес в Мехіко

Руїни міста були відкриті американським біологом Сайрусом Ланделлом з повітря 29 грудня 1931 року. Назва була надана Ланделлом, що створив її зі слів мови місцевих мая ca — «два», lak — «поруч» і mul — «піраміда», тобто назва перекладається як «місто двох пірамід, що стоять поруч».
Калакмул був одним з головних політичних центрів мая на півночі регіону Петен, на півдні сучасної Мексики, а його головним суперником у регіоні було місто Тікаль. Під управлінням міста знаходилася велика територія — гліф-емблема міста з головою змії використовувалася на будівлях великого числа навколишніх міст, що входили до країни, яка зараз має назву Держави Зміїної Голови. Ця держава проіснувала протягом більшої частини класичного періоду мая. Максимальне населення міста становило близько 50 тисяч мешканців, а межі держави простягалися в деякі часи на 150 км від міста.

## Опис
У місті нараховують 6750 стародавніх споруд, найбільша — Велика піраміда 55 м заввишки, що робить її найбільшою з пірамід мая. У ній знаходяться чотири могили. Як і велика кількість пірамід Месоамерики, ця піраміда надбудовувалася над старішим храмом з метою досягнення великого розміру з меншими витратами. Площа центральної частини міста з монументальною забудовою становить близько 2 км², а площа всього міста, переважно зайнятого житловими будинками, — близько 20 км².